# Linda Ogugua
Linda Ogugua (12 de abril de 1978) é uma basquetebolista nigeriana.

## Carreira
Linda Ogugua integrou a Seleção Nigeriana de Basquetebol Feminino em Atenas 2004, terminando na décima-primeira posição.